# Исаак (христианский писатель)
Исаа́к — обращённый еврей, христианский писатель конца IV или середины V века.
Оставил книгу «О святой Троице и воплощении Господа», изданную в первый раз в 1630 в Париже. По его учению, Бог един в трёх лицах, но каждое из лиц Божиих содержит нечто, чего нет у остальных: Отец, будучи без начала, есть в то же время начало Сына и Духа Св., Сын рождён и столь же предвечен, как и Отец, а Дух Св., и не рождённый, и не во времени явившийся, тем не менее, произошёл от Отца. Про воплощение Исаак говорит, что верят лишь в одно лицо Сына Божьего, между тем как в нём пребывают две природы. Язык Исаака тёмен и непонятен.